# Glossocratus dilatatus
Glossocratus dilatatus är en insektsart som beskrevs av Bierman 1910. Glossocratus dilatatus ingår i släktet Glossocratus och familjen dvärgstritar. Inga underarter finns listade i Catalogue of Life.